# إيبيزا (مدينة)
إيبيزا (بالإسبانية: Ibiza) (بالعربية: يَابِسَة) هي مدينة تقع في منطقة جزر البليار شرق إسبانيا، تقع في جزيرة يابسة.

## الديموغرافيا
بلغ عدد سكان مدينة إيبيزا 51.996 نسمة عام 2023 (وفقاً للمعهد الوطني للإحصاء الإسباني).
| 29.447 | 32.700 | 37.408 | 42.797 | 44.114 | 48.684 | 49.388 | 51.996 |

## توأمة
لإيبيزا (مدينة) اتفاقيات توأمة مع كل من:
- كامبيتشي
- أرزاشينا
- كانكون

## أعلام
- كارلوس توماس
- نيكو
- اميليو غارسيا
- يولانثي كاباو
- دنهولم إليوت
- أوليفيا مولينا
- ساندور كونيا
- خوان مونيوث
- بيلار بونت
- روبرت مايلز